# .bf
.bf – domena internetowa przypisana dla stron internetowych z Burkina Faso, działa od 1993 roku i jest administrowana przez Delegational Generale Informatique.